# Ulric Celsing
Ulric Celsing, född den 7 december 1731, död den 25 november 1805, var en svensk diplomat. Han var son till Gustaf Celsing den äldre och bror till Gustaf Celsing den yngre.
Han fullföljde sin brors betydelsefulla verksamhet vid det turkiska hovet i samma anda och med samma framgång. Celsing var envoyé i Konstantinopel 1770-80, i Dresden 1782-87 och i Wien 1787-89.